# Bengt Jarvid
Bengt Valdemar Jarvid, född 10 april 1953 i Ulricehamns församling i Älvsborgs län, är en svensk militär.
Jarvid tog gymnasieexamen 1972. Han tog sjöofficersexamen vid Sjökrigsskolan 1975 och blev löjtnant i flottan samma år samt befordrades till kapten 1978. Han var fartygschef på provturskommando med patrullbåtstyp Hugin 1979–1982 och gick Allmänna kursen vid Militärhögskolan 1982–1983. År 1983 befordrades han till örlogskapten och han var fartygschef på HMS Väktaren. Han var förste flottiljadjutant vid 4. ytattackflottiljen 1985–1987 och gick Högre tekniska kursen på Marinlinjen vid Militärhögskolan 1987–1989. Han var detaljchef vid Studieavdelningen på Marinstaben 1989–1991, befordrades till kommendörkapten 1991 och var chef för 48. patrullbåtdivisionen 1992–1994. År 1994 blev han kommendörkapten med särskild tjänsteställning, varpå han tjänstgjorde vid Planeringsavdelningen i Högkvarteret 1995–1996 och var chef för Underhållsbataljonen vid Västkustens marinkommando 1997–1998. Han gick Senior Course vid NATO Defence College 1998 och tjänstgjorde vid Samordningsavdelningen i Högkvarteret 1998–1999.
År 1999 befordrades han till kommendör, varpå han var stabschef vid Södra underhållsregementet 1999 och studerade vid Försvarshögskolan 2000. Han var chef för Sydkustens marinbas 2000–2003 och försvarsattaché vid ambassaderna i Bangkok och Singapore 2003–2007. Åren 2007–2012 var han militärsakkunnig vid Försvarsdepartementet och befordrades till flottiljamiral 2008 eller 2009.
Bengt Jarvid invaldes 2000 som ledamot av Kungliga Örlogsmannasällskapet.

## Utmärkelser
- Riddare av 1:a klass av Norska förtjänstorden (1 juli 1993)[5]